# Festung Castels

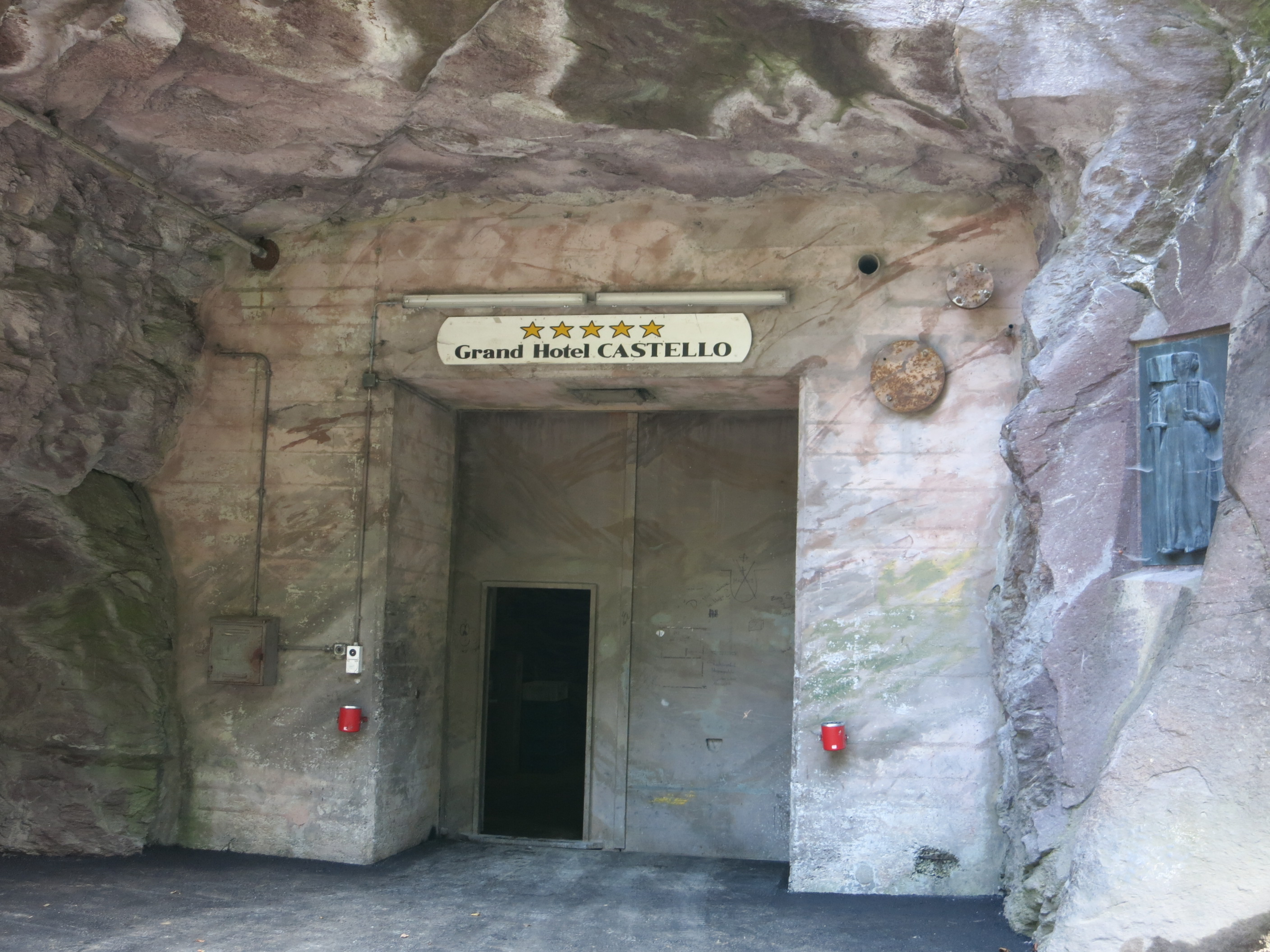
Eingang zur Festung

Die Festung Kastels oder Castels (Armeebezeichnung A 6400) war ein Felswerk für die Festungsartillerie der Schweizer Armee auf dem Hügel Castels bei Mels. Das Ende 1943 fertiggestellte Werk wurde mit der Armeereform 95 als Kampfanlage aufgehoben.

## Geschichte

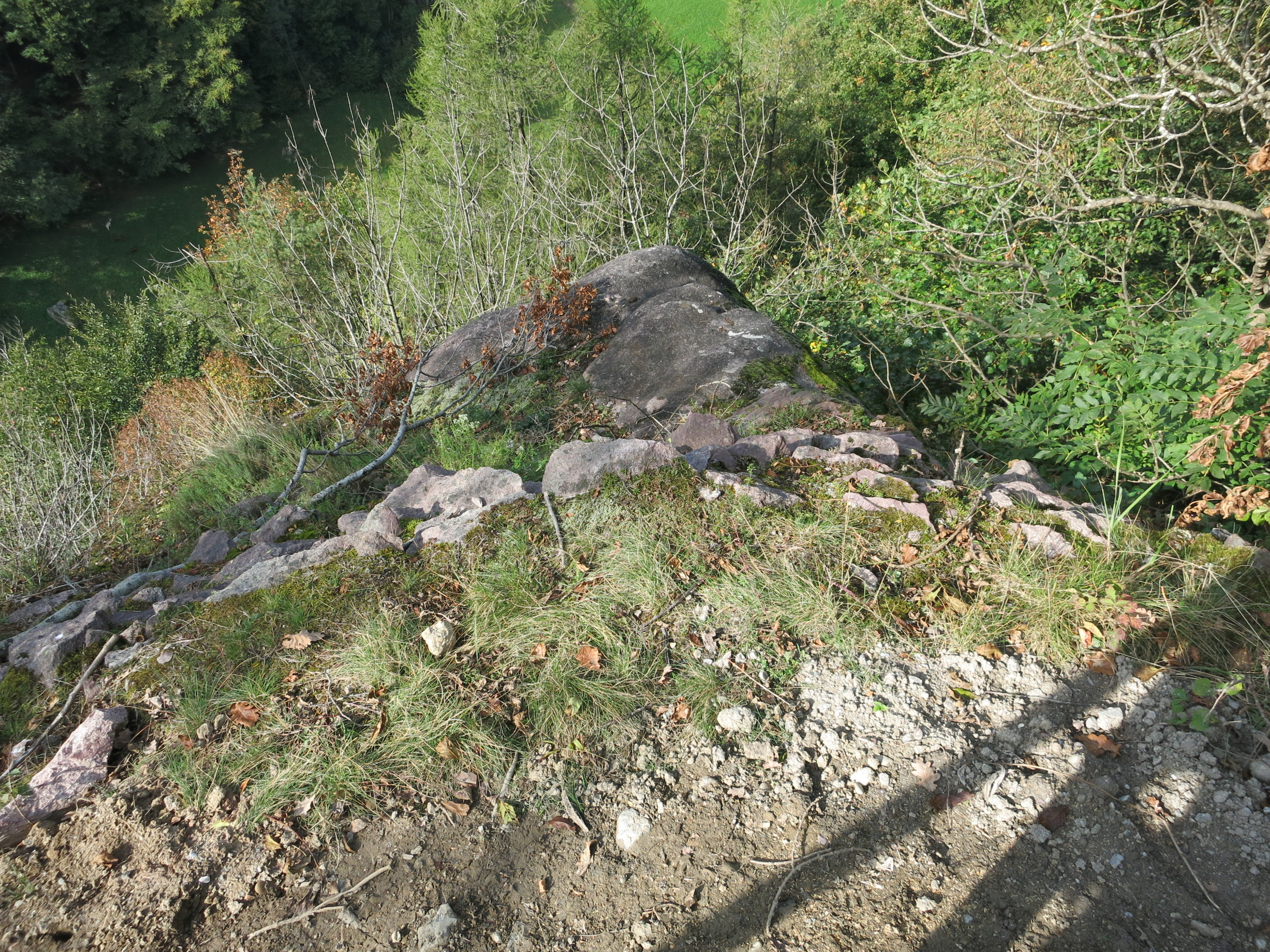
Standort römischer Wachtturm Castels West

Auf Castels gab es bereits in prähistorischer Zeit eine Wehranlage mit einer Festungsmauer rund um das Hügelplateau, an die zwei Wachttürme im Westen ⊙ und Osten ⊙ angebaut waren.
1939 wurde Kastels als zentrales Werk mit den Führungsanlagen des Festungsraumes Sargans geplant. Die Festungsartillerie sollte erstmals 10,5-cm-Turmkanonen erhalten. Es bildete mit der Festung Furggels und der Festung Magletsch die Eckpfeiler der Festung Sargans und gehörte mit dem Gegenwerk Festung Passati zur Sperrstelle Seeztal. Das Festungsgebiet Sargans gehörte zusammen mit den Festungswerken Saint-Maurice und St. Gotthard zu den wichtigsten und grössten Festungsräumen des Reduit-Verteidigungsdispositivs im Zweiten Weltkrieg.

## Werk und Festungstruppen

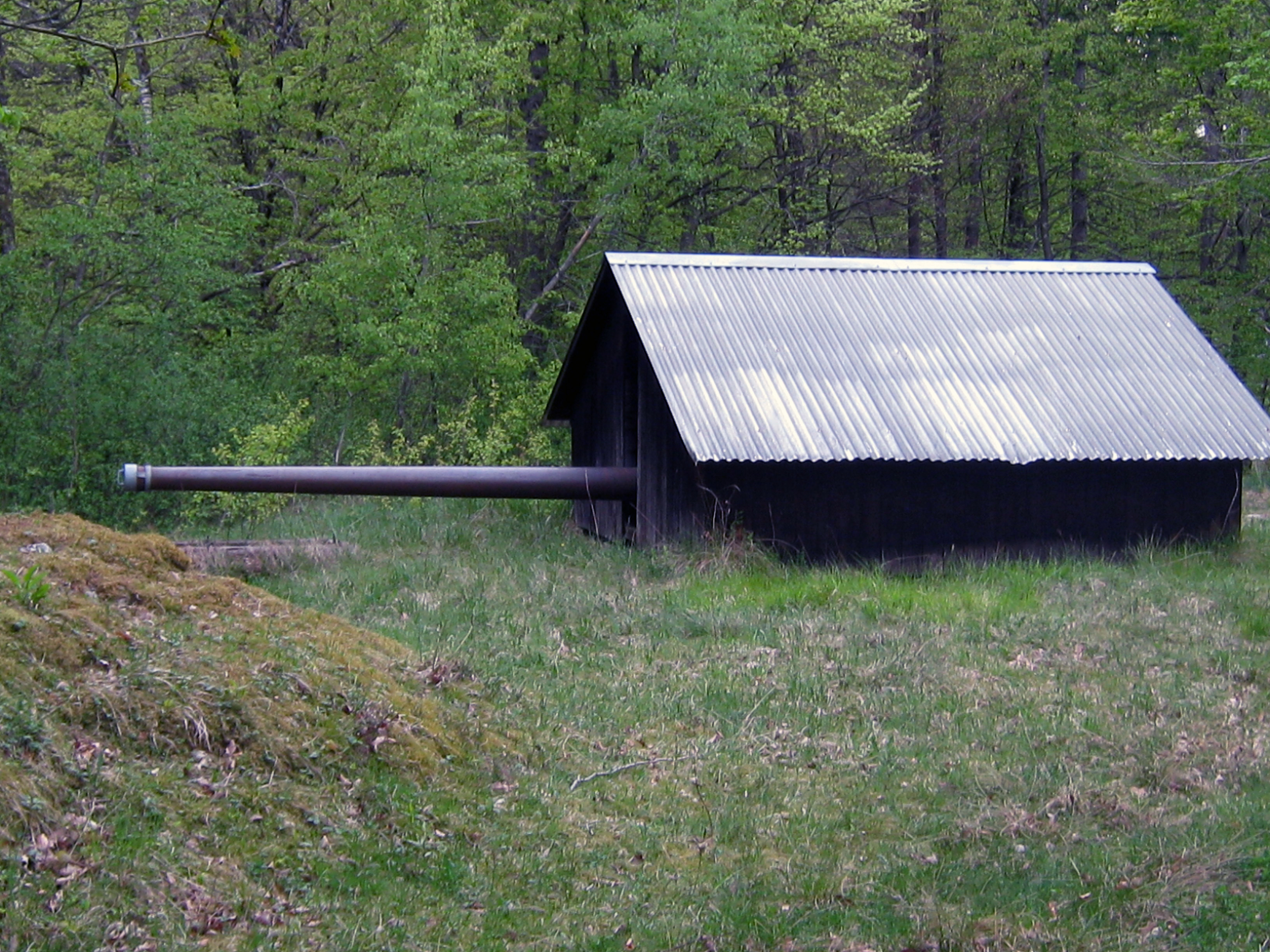
Teilweise getarnte Turmkanone 2

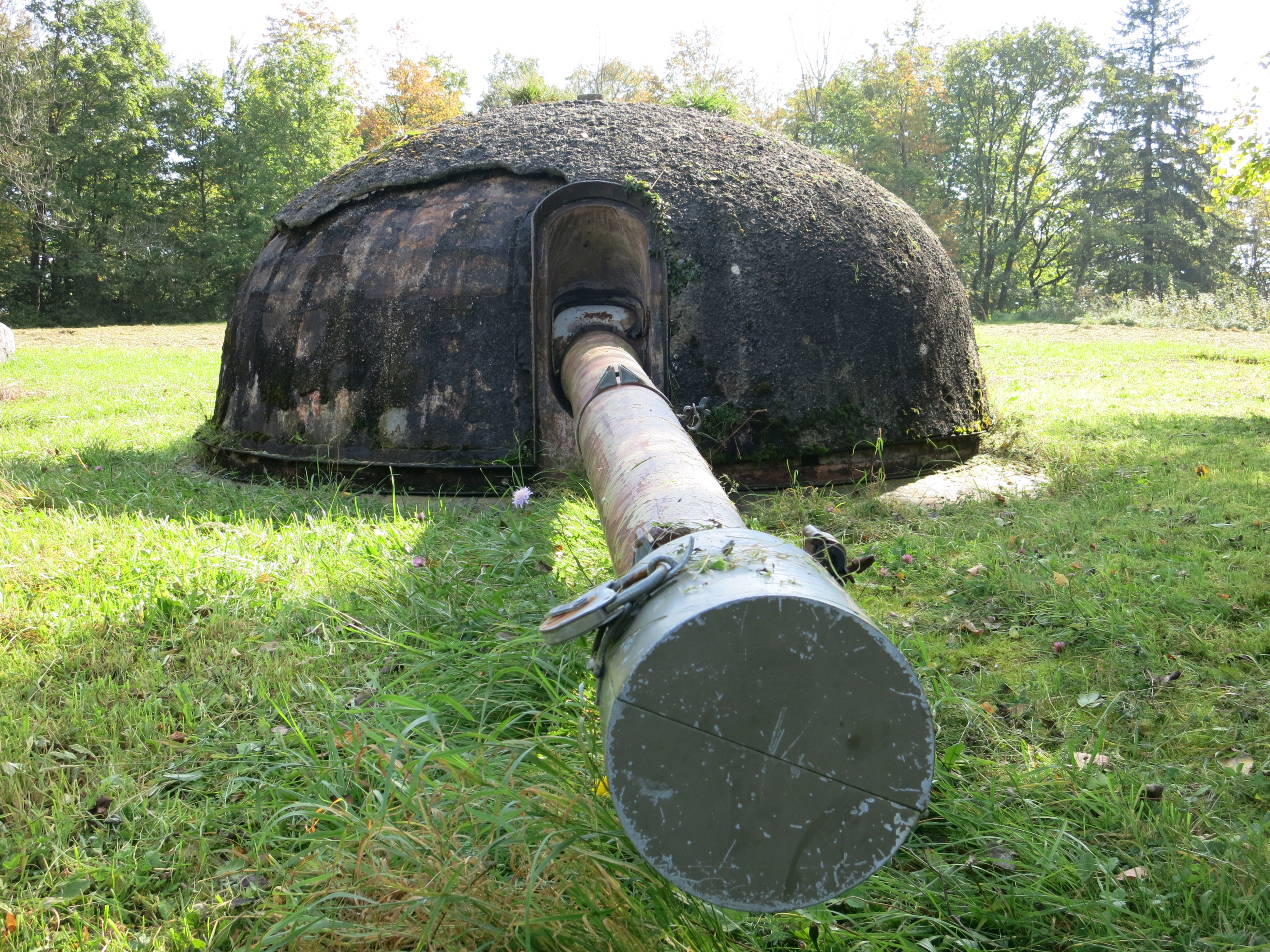
Turmkanone 1 ohne Tarnung

Das Werk wurde oberhalb Mels in den Fels gehauen ⊙.  Die Geschütztürme wurden als Felsen und Scheunen getarnt. Der Kriegskommandoposten des ganzen Festungsraumes (später Festungsbrigade 13) befand sich im unteren Stockwerk und wurde erstmals am 12. September 1943 (Landung der Alliierten in Süditalien) bezogen. Im Kriegsfall wäre das Werk von der Festungsartilleriekompanie II/27 (Fest Art Kp II/27) betrieben worden.
Im Januar 1940 wurde Castels Korpssammelplatz für den Stab der Festungsartillerieabteilung 11 sowie die Festungsartilleriekompanien 31 und 32. Die Kompanie 32 war für Castels (345 Mann) und das Werk Passatiwand (130 Mann) zuständig.
Kastels diente als Kaserne für die Rekruten der Festungstruppen der Rekrutenschule Mels und wurde für die Schiessausbildung der Festungsartillerie verwendet. Es war in der Region neben dem Werk Magletsch das einzige, aus welchem mit den 10,5-cm-Turmkanonen scharf geschossen werden konnte.

## Bewaffnung
Das Artilleriewerk verfügt über drei 10,5-cm-Turmkanonen als Hauptbewaffnung ⊙ ⊙ ⊙. Daneben war das Werk noch mit zwei Bunkerkanonen im Kaliber 7,5 cm armiert. Der Bau begann im Jahr 1939 und die Festung wurde 1942 fertiggestellt.
Zwei Turmkanonen waren Ende Oktober 1940 schussbereit. Eine dritte Turmkanone konnte Ende Juli 1941 in Betrieb genommen werden. Die Bunkerkanonen wurden erst Ende Februar 1943 der Truppe übergeben. Acht 20 mm-Flabkanonen W+F 38 auf Sockellafette übernahmen den Fliegerschutz. Während des Kalten Krieges kamen vier 8,1-cm-Festungsminenwerfer 1956/60 A 6400 dazu ⊙.

## Aussenanlagen des Artilleriewerks Castels
Die Aussenanlagen für die Nahverteidigung inklusive des Kommandopostens bestanden aus Infanteriehindernissen mit Stacheldraht, diversen Infanteriebunkern, permanenten Waffenstellungen und Mannschaftsunterständen. Die Infanteriebunker Runggalina A 6412-6414 ⊙, der Unterstand A 6415 und der Infanteriebunker Lisbeth A 6416 sind direkt der Sperrstelle Seeztal zugeordnet.
- Infanteriebunker Schlings A 6401: zwei Maschinengewehre (Mg)
- Infanteriebunker Wiesen A 6402: zwei Mg
- Infanteriebunker St. Martin Nord A 6403: zwei Mg ⊙
- Infanteriebunker St. Martin Ost A 6404: Mg, Leichtmaschinengewehr (Lmg), Beobachter (Beob) ⊙
- Unterstand A 6405: 20 Mann
- Infanteriebunker Rüfe 2 A 6406: Mg, Beob ⊙
- Infanteriebunker Rüfe 1 A 6407: zwei Mg, Beob ⊙
- Ik-Schild/Garage Seezbrücke Mels A 6408: mobile Infanteriekanone (Ik) ⊙
- Infanteriebunker Glashütte A 6409: Mg (abgebaut)
- Infanteriebunker Grotte A 6410: zwei Lmg
- Infanteriewerk Bödeli A 6411: Mg, Beob ⊙
- Infanteriebunker Bödeli A 6418: Lmg
- Infanteriebunker Batterie West A 6419: zwei Lmg
- Infanteriebunker Stützmauer A 6420: drei Lmg

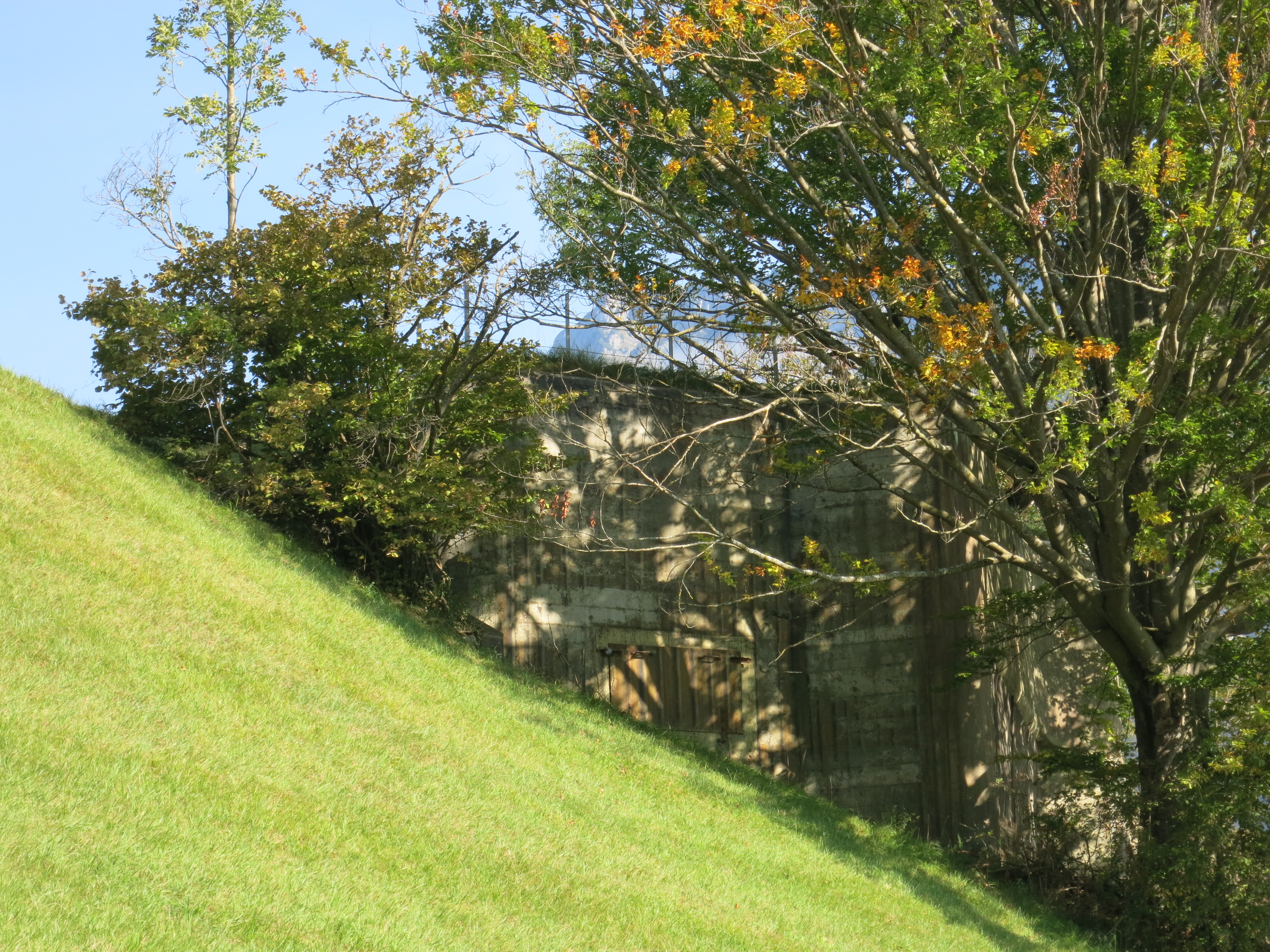
Infanteriebunker Rüfe 2 A 6406
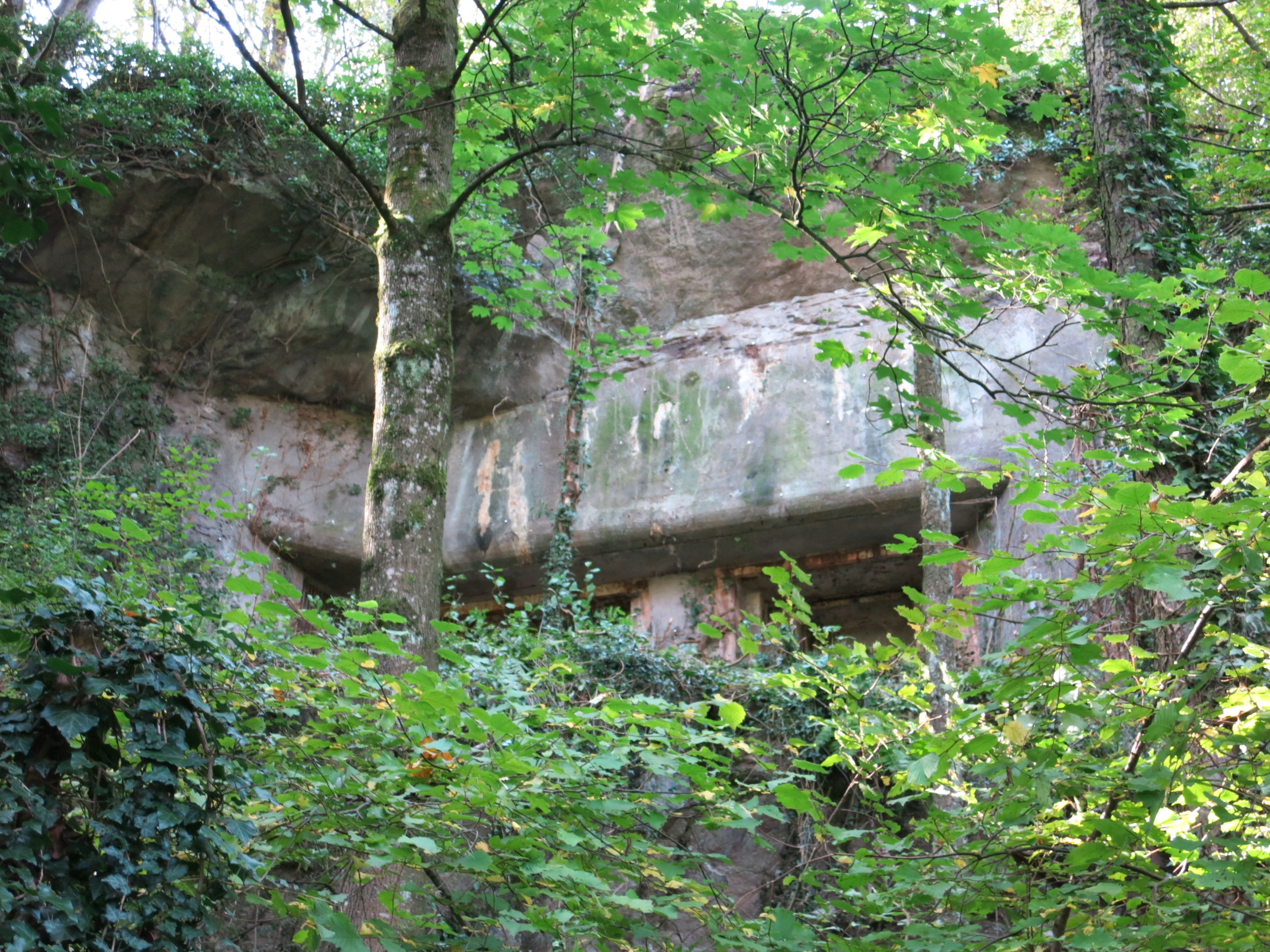
Infanteriebunker St. Martin Ost A 6404
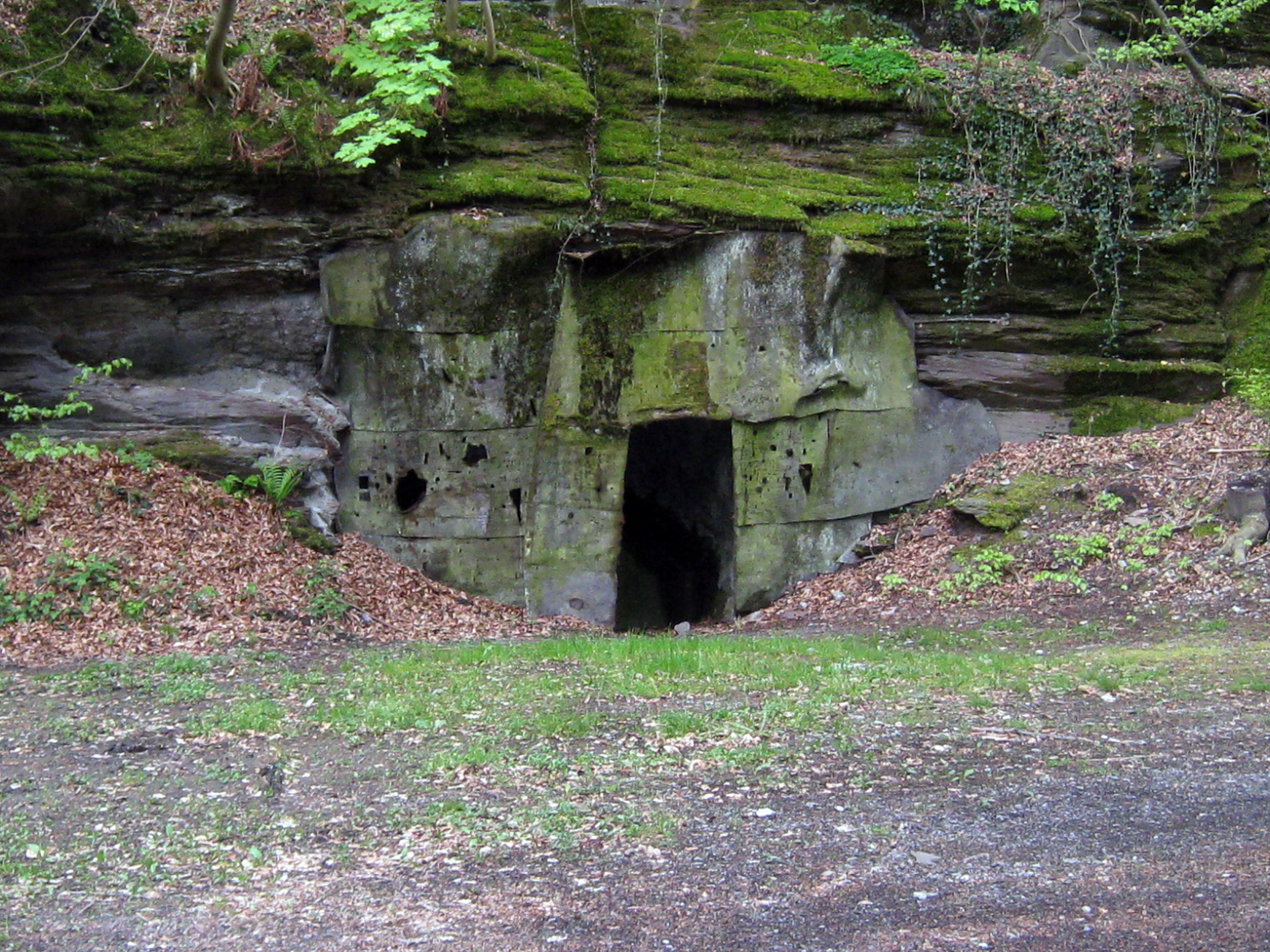
Kastels Bödeli
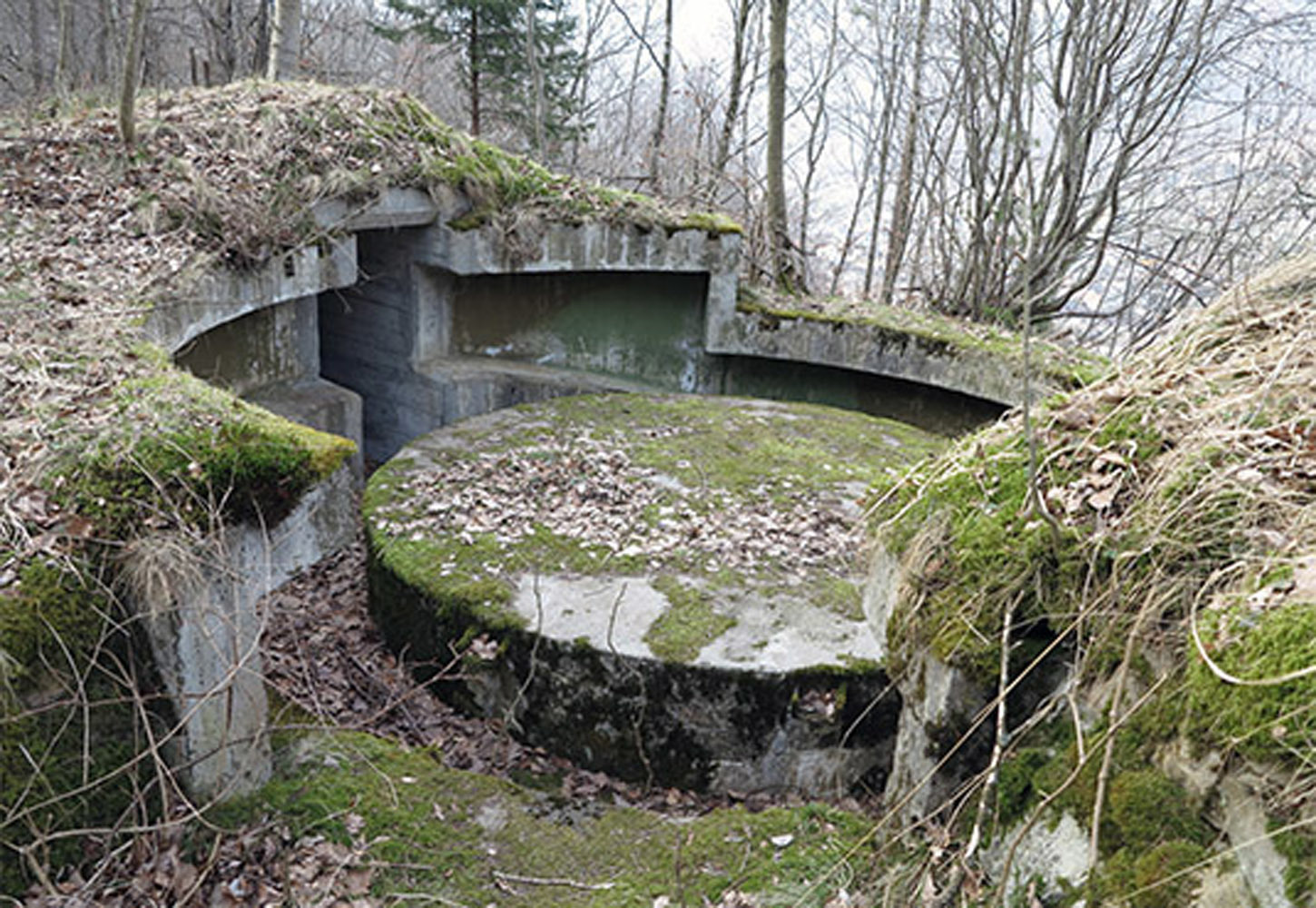
Fliegerabwehrsockel

- Unterstandkaverne U8 Kastels A 6421: 12 Mann
- Unterstandkaverne U1 Kastels A 6422: 12 Mann
- Unterstandkaverne U2 Kastels A 6423: 12 Mann
- Unterstandkaverne U3 Kastels A 6424: 12 Mann
- Unterstandkaverne U4 Kastels A 6425: 12 Mann
- Unterstandkaverne U10 Kastels A 6426: 12 Mann
- Unterstandkaverne U11 Kastels A 6427: 12 Mann
- Unterstandkaverne U12 Kastels A 6428: 12 Mann
- Unterstandkaverne U6 Kastels A 6429: 12 Mann
- Unterstandkaverne U13 Kastels A 6430: 12 Mann
- Unterstandkaverne U9 Kastels A 6431: 12 Mann
- Unterstandkaverne U7 Kastels A 6432: 12 Mann
- Unterstandkaverne U5 Kastels 6433: 12 Mann
- Unterstandkaverne Flab FU4 Kastels A 6434: 20 Mann
- Unterstandkaverne Flab FU5 Kastels A 6435: 20 Mann
- Unterstandkaverne Flab FU3 Kastels A 6436: 20 Mann
- Unterstandkaverne Flab FU2 Kastels A 6437: 20 Mann
- Unterstandkaverne Flab FU6 Kastels A 6438: 20 Mann
- Unterstandkaverne Flab FU1 Kastels A 6434: 20 Mann

## Heutige Nutzung
Die Geheimhaltung wurde nach dem Ende des Kalten Krieges aufgehoben. Ein Teil der Anlage wird noch gelegentlich als unterirdische Truppenunterkunft benutzt sowie als Führungszentrale für den Schutz des Weltwirtschaftsforums in Davos.